# Ī

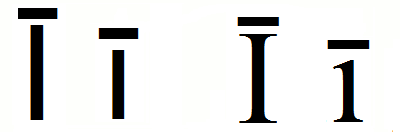

Ī, ī, I에 대해 매크론 기호를 붙인 문자이다. 일본어의 로마자, 중국어 한어 병음, 라트비아어, 마오리어와 하와이어로 쓰인다.

## 관련 문자
- Āā
- Ēē
- Ōō
- Ūū